# Geordie Shore/BB
Geordie Shore: Big Birthday Battle ist ein Spin-off von Geordie Shore und wurde im Anschluss der 12. Staffel ausgestrahlt. In der Bonusstaffel treten neben dem Cast der vorigen Staffel auch noch ehemalige Darsteller auf, unter anderem Daniel Thomas-Tuck, James Tindale, Jay Gardner, Kyle Christie, Ricci Guarnaccio und Sophie Kasaei. Die Bewohner wurden in 2 Teams aufgeteilt, mit deren jeweiligen Anführern, Charlotte und Gaz. Ziel ist es, die besten Partys zu veranstalten. Charlotte gab bekannt, dass dies die letzte Staffel ist, bei der sie mitwirkt.
| Bewohner  | Big Birthday Battle | Big Birthday Battle | Big Birthday Battle | Big Birthday Battle | Big Birthday Battle | Big Birthday Battle | Big Birthday Battle | Big Birthday Battle | Big Birthday Battle | Big Birthday Battle |
| Bewohner  | 1                   | 2                   | 3                   | 4                   | 5                   | 6                   |                     |                     |                     |                     |
| Aaron     |                     |                     |                     |                     |                     |                     |                     |                     |                     |                     |
| Chantelle |                     |                     |                     |                     |                     |                     |                     |                     |                     |                     |
| Charlotte |                     |                     |                     |                     |                     |                     |                     |                     |                     |                     |
| Chloe     |                     |                     |                     |                     |                     |                     |                     |                     |                     |                     |
| Dan       |                     |                     |                     |                     |                     |                     |                     |                     |                     |                     |
| Gaz       |                     |                     |                     |                     |                     |                     |                     |                     |                     |                     |
| Holly     |                     |                     |                     |                     |                     |                     |                     |                     |                     |                     |
| James     |                     |                     |                     |                     |                     |                     |                     |                     |                     |                     |
| Jay       |                     |                     |                     |                     |                     |                     |                     |                     |                     |                     |
| Kyle      |                     |                     |                     |                     |                     |                     |                     |                     |                     |                     |
| Marnie    |                     |                     |                     |                     |                     |                     |                     |                     |                     |                     |
| Marty     |                     |                     |                     |                     |                     |                     |                     |                     |                     |                     |
| Nathan    |                     |                     |                     |                     |                     |                     |                     |                     |                     |                     |
| Ricci     |                     |                     |                     |                     |                     |                     |                     |                     |                     |                     |
| Scott     |                     |                     |                     |                     |                     |                     |                     |                     |                     |                     |
| Sophie    |                     |                     |                     |                     |                     |                     |                     |                     |                     |                     |
| --------- | ------------------- | ------------------- | ------------------- | ------------------- | ------------------- | ------------------- | ------------------- | ------------------- | ------------------- | ------------------- |

Legende
| No. in Serie | No. in Staffel | Erstausstrahlung (UK) | Dauer   | Einschaltquoten (UK) |
| 97           | 1              | 10. Mai 2016          | 60 Min. | 1.186.000            |
| 98           | 2              | 17. Mai 2016          | 60 Min. | 1.196.000            |
| 99           | 3              | 24. Mai 2016          | 60 Min. | 1.158.000            |
| 100          | 4              | 31. Mai 2016          | 60 Min. | 1.303.000            |
| 101          | 5              | 7. Juni 2016          | 60 Min. | 1.175.000            |
| 102          | 6              | 14. Juni 2016         | 60 Min. | 1.150.000            |